# Ilm
Ilm je 128,7 kilometrov dolga reka v Turingiji v Nemčiji. Je levi pritok Saale, v katero se izliva v Großheringenu pri Bad Kösnu.
Mesta ob Ilmu so Ilmenau, Stadtilm, Kranichfeld, Bad Berka, Weimar, Apolda in Bad Sulza.
Po dolini reke Ilm poteka zvezna avtocesta 87 od Ilmenaua do Leipziga in dve železnici: Turinška železnica med Großheringenom in Weimarjem ter železnica Weimar–Kranichfeld. Del hitre železnice Nürnberg–Erfurt poteka tudi po zgornjem delu doline pri Ilmenauu.

## Ekologija
Širina Ilma je sorazmerno majhna. Od slabih 2 m v zgornjem toku naraste na vsega 8–10 m in doseže 15 m tik pred izlivom. Njegova globina se giblje med 10 in 80 cm. Voda je zaradi geološkega podtalja bogata s hranili in ima pH vrednost okoli 7. Poplavni značaj in senčenje dreves močno ovirata rast vodnih rastlin. Dno reke je sestavljeno iz prodnikov različnih velikosti, kamenja in včasih peska. Povprečni pretok 6 m³/s je lahko ob poplavah znatno presežen. Zadnje uničujoče poplave Ilma so se zgodile 14. aprila 1994 in 1. junija 2013, ko so dolgotrajne padavine povzročile močan površinski odtok. Ilm je prestopil bregove in poplavil velika območja poplavne ravnice ter številne zgradbe, ki so tam.
V bistri vodi Ilma lahko najdemo lipana, potočno postrv in šarenko, pisanca, navadnega globočka, krapovce, kaplje, navadnega ostriža, rdečeperke, klene in občasno jegulje.

## Turizem
Vzdolž celotnega toka reke je urejena kolesarska pot Ilmtal, ki ponuja dobre pogoje za kolesarjenje z malo ali brez prometa. Kolesarska pot se v zgornjem toku poveže s kolesarsko potjo Rennsteig in ob izlivu s kolesarsko potjo Saale.